# Всесвітній день донора крові
Всесвітній день донора крові — міжнародний день, який щорічно відзначається 14 червня.

П'ятдесят восьма сесія Всесвітньої асамблеї охорони здоров'я, відзначаючи позитивний ефект проведення у 2004 році в цілях сприяння добровільному і безкоштовному донорству крові, прийняла 23 травня 2005 р. резолюцію про заснування Всесвітнього дня донора крові.

У цей день в 1868 році народився Карл Ландштейнер, австрійський лікар, імунолог, який отримав в 1930 році Нобелівську премію за відкриття груп крові людини.
Донор може подарувати ще один день народження, ще одну ніч під зірками, ще одне побачення, ще одну хвилину сміху, ще одну розмову з близькою людиною, ще один шанс …

## Мета проведення Всесвітнього дня донора крові
1. забезпечити платформу для вшанування людей, що добровільно здають кров з альтруїстичних спонукань без будь-якої грошової винагороди та для вираження подяки таким людям.
2. Просувати та підтримувати створення ефективних національних програм донорства крові та ліквідацію залежності від сімейного та платного донорства крові.
3. Сприяти поширенню підходу «Клуб 25» для стимулювання прихильності ідеї регулярного та добровільного донорства крові серед молодих людей з груп низького ризику передачі інфекції з кров'ю.
4. Просувати та підтримувати національні заходи для вшанування та стимулювання добровільного безоплатного донорства крові шляхом:

- заохочення існуючих добровільних донорів з груп низького ризику до регулярної здачі крові;
- заохочення нових людей до здачі крові на добровільній безоплатній основі;
- стимулювання людей до безпечного способу життя для захисту свого власного здоров'я, а також для здачі безпечної крові.

5. Розширювати обізнаність громадськості щодо необхідності регулярного донорства крові протягом усього року з тим, щоб підтримувати достатні запаси крові для всіх пацієнтів, які потребують переливання. [Архівовано 25 жовтня 2017 у Wayback Machine.]

## Теми Всесвітнього дня донора крові
- 2021: Всесвітній день донора крові 2021 року: Здавайте кров, нехай в світі пульсує життя![2]
- 2020: Всесвітній день донора крові 2020 року: Безпечна кров рятує життя[3]
- 2019: Всесвітній день донора крові 2019 року: Безпечна кров для всіх! [Архівовано 14 червня 2019 у Wayback Machine.]
- 2018: Всесвітній день донора крові 2018 року: Будь там для когось іншого. Здай кров. Поділися життя [Архівовано 15 червня 2018 у Wayback Machine.]
- 2017: Всесвітній день донора крові 2017 року: Здавайте кров. Здавайте її зараз. Здавайте її часто [Архівовано 5 листопада 2017 у Wayback Machine.]
- 2016: Всесвітній день донора крові 2016 року: Кров об'єднує всіх нас  [Архівовано 29 жовтня 2017 у Wayback Machine.]
- 2015: Всесвітній день донора крові 2015 року: Спасибі за порятунок мого життя  [Архівовано 15 січня 2018 у Wayback Machine.]
- 2014: Всесвітній день донора крові 2014 року: Безпечна кров для здоров'я матерів
- 2013: Всесвітній день донора крові 2013 року: Подаруйте життя: станьте донором крові  [Архівовано 23 серпня 2017 у Wayback Machine.]
- 2012: Всесвітній день донора крові 2012 року: Кожен донор крові — герой  [Архівовано 29 жовтня 2017 у Wayback Machine.]